# Suzuki GSF750
La Suzuki Bandit 750 o Suzuki GSF750 fue un modelo de motocicleta tipo naked, parte de la línea de motocicletas Bandit fabricada por Suzuki exclusivamente para el mercado Japonés. Usaba partes de los modelos de 600 y 1200cc, la parte del cuadro de cuna frontal era idéntica al del modelo de 600cc, la parte trasera del mismo era idéntica al del modelo de 1200cc con posapies del pasajero atornillables y los medidores eran los mismos que la de 1200cc pero con la línea roja para el tacómetro en 12.000 rmps (en vez de en las 10.000rpm como la de 1200cc). La transmisión y suspensión eran las mismas que las del modelo de 600cc. El motor, aunque visualmente igual al del modelo de 600cc, tenía una capacidad de 748cc. Los carburadores eran similares a los del modelo de 600cc, y el escape era el mismo que el modelo de 1200cc. La Suzuki GSF750 venía con caja manual de 6 velocidades en contraposición a la de 5 velocidades del modelo de 1200cc. La potencia declarada era de 85 CV (63 kilovatios). Todas las motocicletas estaban limitadas en velocidad a 180 km/h (112 millas por hora) para cumplir con las regulaciones japonesas, pero eran fácilmente liberadas para alcanzar una velocidad máxima de 220 km/h (137 millas por hora).
Al contrario de las bandits vendidas fuera de Japón, la Suzuki GSF750 no tenía del logo Bandit en el carenado trasero- en su lugar tenía un letrero que decía: "GSF 750" y con letras más pequeñas "DOHC 16Valve".